# Copernici
El copernici és l'element químic sintètic de símbol Cn i nombre atòmic 112. Forma part del 7è període de la taula periòdica i del grup 12, just sota el mercuri, és un metall de transició. La seva aparença física no es coneix encara, però podria calcular-se, sabent que per ara l'isòtop conegut, de 285 de massa atòmica, té una vida mitjana de 0,24 ms. Fou sintetitzat per primera vegada el 1996 per un equip internacional dirigit per Sigurd Hofmann al laboratori de la Societat per a la Recerca en Ions Pesants (GSI) a Darmstadt, Hessen, Alemanya. El seu nom honra a l'astrònom polonès Nicolau Copèrnic (1473-1543) autor del model heliocèntric del sistema solar.

## Nom
A principis de 2009, la IUPAC (Unió Internacional de Química Pura i Aplicada) va confirmar oficialment el descobriment pel laboratori GSI Helmholtzzentrum für Schwerionenforschung (Centre d'investigació d'Ions Pesants) a Darmstadt. Al juliol de 2009 el grup del professor Sigurd Hofmann va proposar el nom Copernici i el símbol Cp en honor del científic i astrònom Nicolau Copèrnic (1473-1543). Després de la proposta passen sis mesos fins que la IUPAC fa oficial el nom, per tal de deixar aquest temps perquè la comunitat científica discuteixi el nom suggerit abans d'atorgar el nom oficial. No obstant això, es va canviar el possible símbol Cp, per Cn, ja que el símbol estava antigament associat al cassiopium (el nom oficial del qual és luteci [Lu]); i, a més, a química orgànica ja existeix el símbol Cp, que indica el ciclopentadiè. Per tant, el 19 de febrer del 2010 la IUPAC va exposar oficialment la denominació i el símbol de l'element 112.

## Història

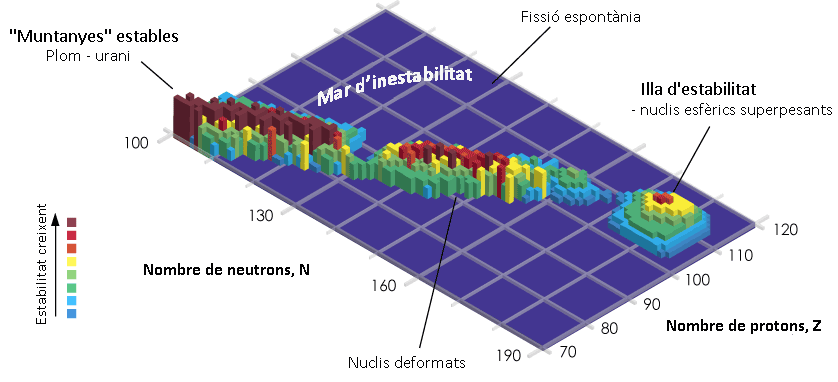
Illa d'estabilitat a la dreta

El copernici no fou un element químic que despertàs gaire interès quan físics nuclears teòrics varen predir la famosa illa d'estabilitat –elements que tenen una sèrie de nucleons que condueix a disposicions en capes tancades, cosa que els confereix estabilitat malgrat les altes forces de repulsió entre els protons–. En lloc del copernici, fou l'element 126, i posteriorment el 114 i el 120, el que varen atreure la major part de l'atenció, perquè es preveia que tinguessin períodes de semidesintegracions fins a un milió d'anys, cosa que suggeria que es podrien trobar a la Terra. Els esforços per identificar-los a la natura o en diverses reaccions nuclears fracassaren; no obstant això, els científics decidiren aconseguir la producció d'aquests elements de forma artificial. El 1976, el punt de partida era l'element 106, ara anomenat seaborgi, i durant molts anys l'element 112, el copernici, marcà un final temporal d'aquest avanç.

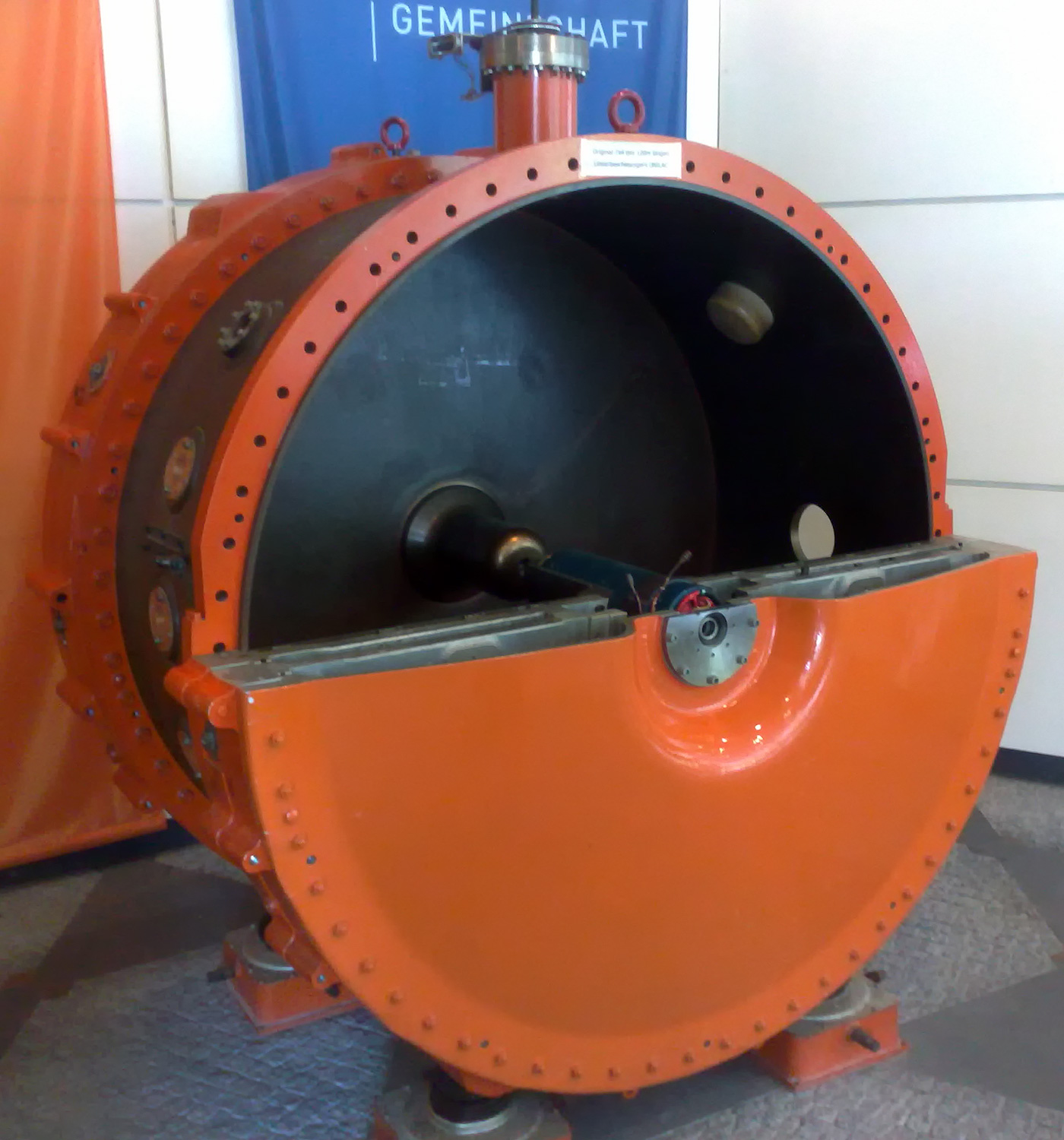
Part original de l'accelerador UNILAC del GSI

Es van requerir quatre millores tècniques claus per permetre la detecció del copernici. La primera era un accelerador de partícules que proporcionava feixos iònics de tants isòtops diferents com fos possible, amb intensitats de feix d'almenys 1012–1013 ions per segon i aproximadament un 10 % de la velocitat de la llum. El segon era un objectiu, també elaborat amb diversos isòtops, que podrien suportar aquestes intensitats de feix elevades. El tercer era un separador de separació ràpida i eficaç dels productes de reacció del feix, i finalment un sistema de detecció per a una identificació fiable de l'element obtingut.

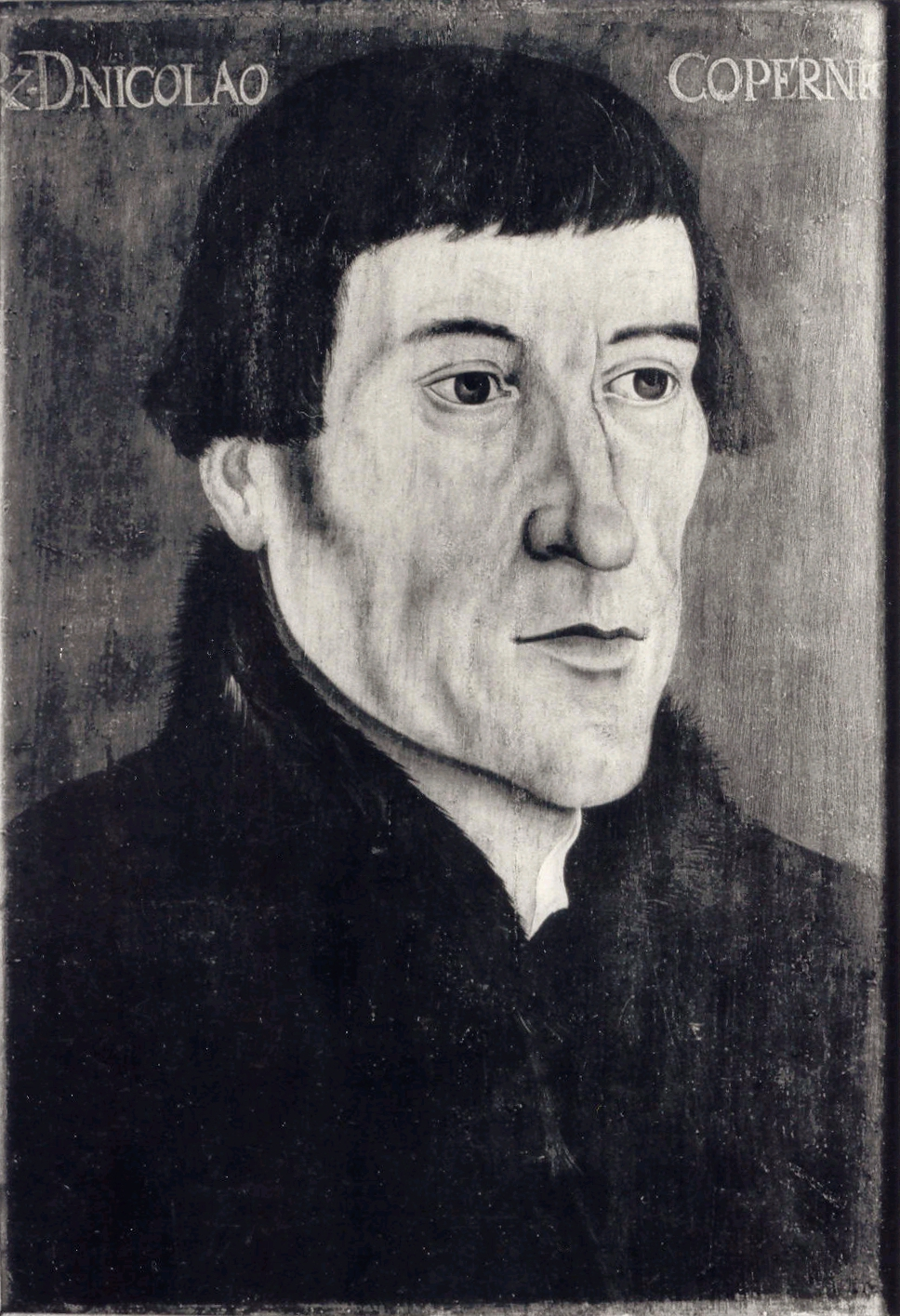
Nicolau Copèrnic

El 1996 un grup internacional de científics, encapçalats per Sigurd Hofmann, sintetitzaren per primera vegada el copernici a les instal·lacions de la Societat per a la Recerca en Ions Pesants a Darmstadt, Hessen, Alemanya. Seleccionaren un feix d'ions i un element que feia de diana de manera que la suma dels seus protons donaven 112: un feix de zinc format per 30 protons i 40 neutrons s'utilitzava per bombardejar nuclis diana de plom, compost per 82 protons i 126 neutrons, resultant en un nou element que tenia 112 protons i 166 neutrons, és a dir, de nombre màssic 278, que perd un neutró per donar l'isòtop copernici 277. La reacció nuclear fou:{\displaystyle {\ce {^208_82Pb + ^70_30Zn -> ^277_112Cn + ^1_0n}}}
El bombardeig es realitzà a l'accelerador de partícules UNILAC durant una setmana i només aconseguiren un sol àtom de copernici. El 2000, un segon experiment els permeté sintetitzar un segon àtom i el 2004 el laboratori RIKEN al Japó en produí dos àtoms més confirmant el descobriment.
També el 2004, un equip rus dirigit per Iuri Oganessian aconseguiren detectar quatre isòtops més pesants quan fusionaren {\displaystyle {\ce {^48Ca}}} amb {\displaystyle {\ce {^244Pu}}} i {\displaystyle {\ce {^245Cm}}} a la recerca del flerovi i del livermori. Aquests nous isòtops del copernici s'obtingueren durant la desintegració alfa del flerovi:
{\displaystyle {\ce {^289_114Fl -> ^285_112Cn + ^4_2He}}}
La Unió Internacional de Química Pura i Aplicada (IUPAC) confirmà el descobriment de l'equip alemany i aquest proposà el nom de copernici per honrar a Nicolau Copèrnic (1473-1543), matemàtic i astrònom polonès, que contribuí a l'avanç de la ciència moderna, basada en l'experimentació. La seva teoria heliocèntrica del sistema solar fou una fita molt important en la història de la humanitat. La IUPAC aprovà el nom el febrer del 2010.

## Propietats
| Grup    | 12     |
| Període |        |
| 4       | 30 Zn  |
| 5       | 48 Cd  |
| 6       | 80 Hg  |
| 7       | 112 Cn |
|         |        |

El copernici ha de comportar-se com un metall de transició, ja que es troba per sota del zinc, el cadmi i el mercuri del grup 12 de la taula periòdica. Hom pot suposar que tendrà nombres d'oxidació +2 i +4. La seva similitud amb el mercuri ja s'ha demostrat per experiments inicials adsorbint uns quants àtoms de copernici sobre una superfície d'or, potser mitjançant un enllaç metàl·lic. Pot ser una mica més volàtil que el mercuri, però és molt probable que sigui un líquid a temperatura ambient. Per descomptat, amb només uns quants àtoms en descomposició ràpida fins ara, no és probable que sigui d'ús pràctic durant un temps, però la seva detecció obre el camí cap a elements més pesants.
Altres estudis teòrics prediuen la formació d'halogenurs metàl·lics di i tetravalents del copernici, de la mateixa manera que passa amb el mercuri, així com la formació del cianur de copernici(II) {\displaystyle {\ce {Cn(CN)2}}}.

### Químiques
El copernici és el desè i últim membre de la sèrie 6d i és l'element del grup 12 més pesat a la taula periòdica, sota del zinc, cadmi i mercuri. Es prediu que difereix significativament dels elements més lleugers del grup 12. S'espera que la valència s-subcapes dels elements del grup 12 i els elements del període 7 es contregui relativistament més fortament en el copernici. Això i la configuració de capa tancada del copernici fan que probablement sigui un metall noble. Es preveu un potencial estàndard de reducció de +2,1 V per al parell Cn2+/Cn. La primera energia d'ionització prevista de Copernicium de 1155 kJ/mol gairebé coincideix amb la del gas noble xenó a 1170,4 kJ/mol. Els enllaços metàl·lics del copernici també haurien de ser molt febles, possiblement fent-ho extremadament volàtil com els gasos nobles, i potencialment fent-ho gasós a temperatura ambient. No obstant això, hauria de poder formar enllaços metall-metall amb coure, pal·ladi, platí, plata i or; es preveu que aquests enllaços siguin només entre 15 i 20 kJ/mol més febles que els enllaços anàlegs amb el mercuri. En oposició al suggeriment anterior, càlculs ab initio amb un alt nivell de precisió van predir que la química del copernici monovalent s'assembla més a la del mercuri que a la dels gasos nobles. L'últim resultat es pot explicar per l'enorme interacció espín-òrbita que redueix significativament l'energia de l'estat vacant 7p1/2 del copernici.
Quan s'ionitza el copernici, la seva química pot presentar diverses diferències amb les del zinc, el cadmi i el mercuri. A causa de l'estabilització dels orbitals electrònics 7s i la desestabilització dels 6d causada per efectes relativistes, és probable que Cn2+ tingui una configuració electrònica [Rn]5f146d87s2, utilitzant els orbitals 6d abans que el 7s, a diferència dels seus homòlegs. El fet que els electrons 6d participin més fàcilment a l'enllaç químic significa que un cop s'ionitza el copernici, pot comportar-se més com un metall de transició que la seva homologa més lleugers, especialment en el possible estat d'oxidació +4. En solucions aquoses, el copernici pot formar els estats d'oxidació +2 i potser +4. L'ió diatòmic Hg2+
2, que presenta mercuri a l'estat d'oxidació +1 és ben conegut, però es prediu que l'ió Cn2+
2 és inestable o fins i tot inexistent. Copernicium(II), el fluorur, CnF2, hauria de ser més inestable que el compost anàleg de mercuri, fluorur de mercuri(II) (HgF2), i fins i tot es pot descompondre espontàniament en els seus elements constituents. Com l'element reactiu més electronegatiu, el fluor pot ser l'únic element capaç d'oxidar el copernici encara més als estats d'oxidació +4 i fins i tot +6 en CnF4 i CnF6; aquest últim pot requerir condicions d'aïllament de matriu per ser detectat, com en la detecció disputada de HgF4. CnF4 hauria de ser més estable que CnF2. En dissolvents polars, es preveu que el copernici formi preferentment els anions CnF−
5 i CnF−
3 en lloc que els fluorurs neutres anàlegs (CnF4 i CnF2, respectivament), encara que els ions de bromur o iodur anàlegs poden ser més estables davant de la hidròlisi en solució aquosa. Els anions CnCl2−
4 i CnBr2−
4 també haurien de poder existir en solució aquosa. La formació termodinàmica dels fluorurs estables de copernici (II) i (IV) serien anàlegs a la química del xenó. Anàleg al cianur de mercuri (II) (Hg(CN)2), s'espera que el copernici formi un cianur estable, Cn(CN)2.

### Físiques i atòmiques
El copernici ha de ser un metall dens, amb una densitat de 14,0 g/cm3 en estat líquid a 300 K; això és similar a la densitat coneguda del mercuri, que és 13,534 g/cm3. (El copernici sòlid a la mateixa temperatura hauria de tenir una densitat més gran de 14,7 g/cm3). Això és perquè els efectes del major pes atòmic del copernici es cancel·len per les seves distàncies interatòmiques més grans en comparació amb el mercuri. Alguns càlculs van predir que el copernici era un gas a temperatura ambient a causa de la seva configuració electrònica de capa tancada, cosa que el convertiria en el primer metall gasós de la taula periòdica. Un càlcul del 2019 concorda amb aquestes prediccions sobre el paper dels efectes relativistes, cosa que suggereix que el copernici serà un líquid volàtil unit per forces de dispersió en condicions estàndard. El seu punt de fusió s'estima en 283±11 i el punt d'ebullició en 340±10 K, aquest darrer d'acord amb el valor experimentalment estimat de 357 +112 -108 K. S'espera que el radi atòmic del copernici sigui al voltant de 147 pm. A causa de l'estabilització relativista de l'orbital 7s i la desestabilització de l'orbital 6d, es preveu que els ions Cn+ i Cn2+ cedeixin electrons 6d en lloc d'electrons 7s, que és allò oposat al comportament dels seus homòlegs més lleugers.
A més de la contracció relativista i la unió del subesquelet 7s, s'espera que l'orbital 6d5/2 es desestabilize a causa de l'acoblament espín-òrbita, fent que es comporti de forma similar a l'orbital 7s en termes de grandària, forma i energia. Les prediccions de l'estructura de banda esperada del copernici són variades. Els càlculs realitzats el 2007 esperaven que el copernici fos un semiconductor amb un band gap al voltant de 0,2 eV, cristal·litzant a l'estructura cristal·lina hexagonal tancada. No obstant això, els càlculs realitzats el 2017 i 2018 van suggerir que el copernici hauria de ser un metall noble en condicions estàndard amb una estructura cristal·lina cúbica centrada en el cos: per tant, no hauria de tenir bretxa de banda , com el mercuri, encara que s'espera que la densitat d'estats en el nivell de Fermi sigui menor per al copernici que per al mercuri. Els càlculs del 2019 van suggerir llavors que, de fet, el copernici té una gran bretxa de banda de 6,4 ± 0 2 eV, que hauria de ser similar a la del gas noble radó (predita com a 7,1 eV) i ho convertiria en un aïllant; segons aquests càlculs, el copernici a granel està unit principalment per força de dispersió, com els gasos nobles. Igual que el mercuri, el radó i el flerovi, però no l'oganessó (eka-radó), es calcula que el copernici no té afinitat electrònica.

## Isòtops
S'han descrit deu isòtops del copernici, que van des del nombre màssic 276 fins al 285. El més estable és el {\displaystyle {\ce {^285Cn}}}, que té un període de semidesintegració de 30 s i que es desintegra per emissió d'una partícula alfa:
{\displaystyle {\ce {^285_112Cn -> ^281_110Ds + ^4_2He}}}